# Buttermilk Creek (dopływ Cayuga Inlet)
Buttermilk Creek – rzeka w Stanach Zjednoczonych, w stanie Nowy Jork, w hrabstwie Tompkins. Rzeka jest jednym z dopływów Cayuga Inlet, wpływa do tejże w miejscowości Ithaca. Długość cieku nie została określona, natomiast powierzchnia zlewni wynosi 31 km².